# 17-я стрелковая дивизия (1-го формирования)
17-я стрелковая Горьковская дивизия — воинское соединение РККА Вооружённых Сил СССР в Великой Отечественной войне.

## История
Сформирована 23 октября 1918 года в Смоленске и Витебске путём слияния 1-й Витебской и 2-й Смоленской пехотных дивизий. Номер и наименование присвоены 13 декабря 1920 года, и дивизия начала именоваться 17-я Нижегородская стрелковая дивизия.
Принимала участие в Гражданской войне.
По состоянию на 1931 год 17-я Нижегородская стрелковая дивизия являлась территориальной, управление дивизии дислоцировалось в Нижнем Новгороде. В состав дивизии входили 49-й, 51-й стрелковые полки, 17-й артиллерийский полк.
Принимала участие в Зимней войне как 17-я мотострелковая, за что была награждена Орденом Красного Знамени. В июне 1940 года переброшена в Белорусский Особый военный округ
К началу ВОВ боевая готовность дивизии была на низком уровне, и это отмечалось в директиве Наркомата Обороны.

В результате поверки хода боевой подготовки, произведённой Наркоматом обороны и округами, установлено, что требования приказа № 30 в зимний период 1941 г. значительным количеством соединений и частей не выполнены. В худшую сторону выделяются части…в ЗапОВО — 17 сд. 

— ДИРЕКТИВА О ЗАДАЧАХ ОГНЕВОЙ ПОДГОТОВКИ ВОЕННЫХ ОКРУГОВ, ОБЪЕДИНЕНИЙ, СОЕДИНЕНИЙ, ЧАСТЕЙ НА ЛЕТНИЙ ПЕРИОД 1941 ГОДА № 34678 17 мая 1941 г.
В составе действующей армии во время Великой Отечественной войны с 22 июня 1941 по 19 сентября 1941 года
В июне 1941 дислоцировалась в районе Полоцка. По довоенному плану прикрытия 21-й стрелковый корпус, в состав которого включалась дивизия, должен был к концу 15-го дня мобилизации выдвинуться в район восточнее Гродно и составить второй эшелон 3-й армии. 17 июня 1941 года дивизия начала переброску в Лиду. 22 июня находилась в районе Юратишки, в 50 километрах к востоку-северо-востоку от Лиды. Тыловые части дивизии остались в Полоцке, вследствие чего дивизия была плохо обеспечена:

"Наша 17-я стрелковая дивизия, 271-й стрелковый полк, где я проходил службу, базировалась близ Полоцка. В мае-июне начали передислоцирование в сторону границы. Был приказ перейти на летние лагеря. И когда началась война, комдив воскликнул: «Чем же я буду воевать, подушками что ли?!…В результате ни один патрон, ни один снаряд не был отправлен вместе с нами, все осталось на складах. Не то что воевать — застрелиться было нечем!»— http://www.izvestia.ru/russia/article94751/ Семяшкин А.Н., ветеран дивизии
В Полоцке остались также 390-й гаубичный артиллерийский полк, 102-й артиллерийский дивизион противотанковой обороны и 161-й отдельный зенитный артиллерийский дивизион.
23 июня 1941 года дивизия получила приказ на наступление в направлении на Радунь и Варену. 24 июня 1941 года, выступающий в авангарде 55-й стрелковый полк обнаружил, что Радунь уже занята противником, и из неё выдвигаются передовые части противника. 55-й стрелковый полк окопался в 10 километрах южнее Радуни, и в течение дня отбивает атаки противника, но вечером по приказу командира дивизии, отошёл за Дитву. На 25 июня 1941 года дивизия занимала рубеж обороны выше по берегу Дитвы на участке от Солишек в 25 километрах северо-западнее Лиды и до Белогрудцев в 10 километрах юго-западнее Лиды. С 27 июня 1941 года дивизия отходит по направлению Новогрудок — Минск и, по-видимому, полностью погибла в окружении в Белоруссии.
19 сентября 1941 года расформирована.

## Подчинение
| Дата            | Фронт (округ)  | Армия | Корпус                 | Примечания |
| --------------- | -------------- | ----- | ---------------------- | ---------- |
| 22.06.1941 года | Западный фронт | -     | 21-й стрелковый корпус | -          |
| 01.07.1941 года | Западный фронт | -     | 1-й стрелковый корпус  | -          |
| 10.07.1941 года | Западный фронт | -     | 44-й стрелковый корпус | -          |

После 10 июля 1941 года в списках не значится.

## Состав
В период Зимней войны:
- 55-й стрелковый полк
- 271-й мотострелковый Краснознамённый полк
- 278-й мотострелковый полк
- 20-й разведывательный батальон
- 350-й отдельный танковый батальон
- 91-й батальон связи
- 114-й сапёрный батальон
- 27-й автотранспортный батальон
- 88-й медико-санитарный батальон
- 102-й дивизион противотанковых орудий

В период Великой Отечественной войны:
- 55-й стрелковый полк
- 271-й стрелковый Краснознамённый полк
- 278-й стрелковый полк
- 527-й стрелковый полк
- 20-й лёгкий артиллерийский полк
- 390-й (35-й) гаубичный артиллерийский полк[3]
- 102-й отдельный истребительно-противотанковый дивизион
- 161-й отдельный зенитный артиллерийский дивизион.
- 71-й разведывательный батальон (майор П. С. Галайко)
- 114-й сапёрный батальон
- 109-й отдельный батальон связи (813-я отдельная рота связи)
- 88-й медико-санитарный батальон
- 115-я отдельная рота химический защиты
- 27-й автотранспортный батальон
- 64-я полевая хлебопекарня
- 143-я дивизионная авторемонтная мастерская
- 109-я полевая почтовая станция
- ?-я полевая касса Госбанка

## Командиры
- Борзинский, Григорий Михайлович (26.10.1918 — 25.07.1919)
- Скоробогач, Андрей Григорьевич (25.07.1919 — 20.09.1919)
- Любушкин, Михаил Семёнович (20.09.1919 — 01.10.1919)
- Евдокимов А. Н. (01.10.1919 — 12.10.1919)
- Невежин, Константин Петрович (12.10.1919 — 27.10.1920)
- врид Каховский, Вячеслав Николаевич (27.10.1920 — 07.11.1920)
- Дзенит, Ян Петрович (07.11.1920 — 29.11.1920)
- Каменщиков, Василий Викторович (29.11.1920 — 03.04.1921)
- Самсонов, Владимир Степанович (1921—1922)
- Софронов, Георгий Павлович (11.07.1922 — 1923, 1924 — 12.1930)
- Филатов, Пётр Михайлович (10.1923 — 09.1924), врид
- Конев, Иван Степанович (01.03.1931 — 21.11.1932)
- Бондарь, Георгий Иосифович (21.11.1932 — 25.05.1937), комдив. Репрессирован[4].
- Карпов, Михаил Петрович (1891 — 14.02.1938), комдив. Репрессирован[5][6].
- Бацанов, Терентий Кириллович (19.05.1938 — 29.06.1941), полковник, комбриг, с 4.06.1940 — генерал-майор

## Награды и наименования
| Награда (наименование)               | Дата       | За что награждена |
| ------------------------------------ | ---------- | --- |
| Почётное революционное Красное Знамя | 29.02.1928 | награждена постановлением Президиума Центрального Исполнительного Комитета СССР от 29 февраля 1928 года в ознаменование десятилетия РККА и отмечая боевые заслуги на различных фронтах гражданской войны, начиная с 1918—1919 года. |
| Орден Красного Знамени               | 07.04.1940 | награждена Указом Президиума Верховного Совета СССР за образцовое выполнение боевых заданий командования на фронте борьбы с финской белогвардейщиной и проявленные при этом доблесть и мужество                                     |

## Отличившиеся воины дивизии
- Бойцов, Иван Никитович, красноармеец, стрелок 278-го мотострелкового полка.
- Быков, Михаил Иванович, лейтенант, помощник начальника разведывательного отделения штаба дивизии.
- Власенко Николай Поликарпович, политрук, военный комиссар батальона 271-го мотострелкового полка.
- Кожанов, Николай Павлович, младший командир, командир орудия 271-го мотострелкового полка.
- Костров, Пётр Семёнович, младший политрук, военный комиссар 3-го батальона 278-го мотострелкового полка.
- Мичурин, Василий Сергеевич, красноармеец, пулемётчик 271-го мотострелкового полка.
- Ударов, Николай Иванович, отделенный командир, командир орудия 20-го лёгкого артиллерийского полка.